# Bảo Thắng (xã)
Bảo Thắng là một xã thuộc huyện Kỳ Sơn, tỉnh Nghệ An, Việt Nam.
Xã Bảo Thắng có diện tích 81,17 km², dân số năm 1999 là 1.286 người, mật độ dân số đạt 16 người/km².